# Julian Argüelles

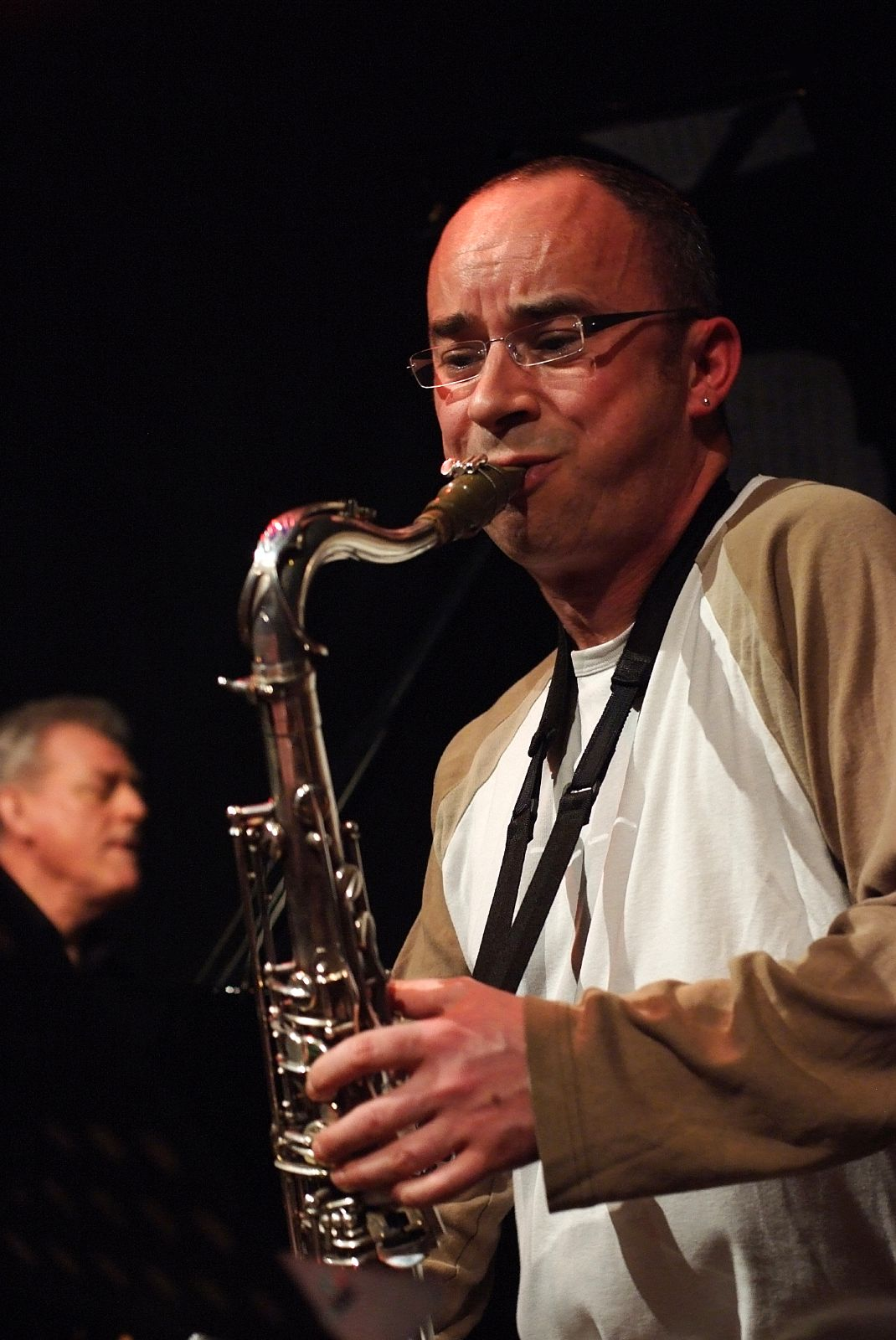
Julian Argüelles (2008)

Julian Argüelles (* 28. Januar 1966 in Lichfield) ist ein britischer Tenorsaxophonist und Komponist. Er ist der jüngere Bruder des Schlagzeugers Steve Argüelles.

## Leben und Wirken
Julian Argüelles spielte zunächst Gitarre, wechselte dann aber zur Klarinette. Bereits mit dreizehn Jahren spielte er in seiner Heimatstadt in Jazzbands. Er begann seine musikalische Karriere in Big Bands, wie die European Community Big Band. 1994 kam er nach London und studierte kurz am Trinity College of Music; danach wurde er Mitglied der Formation Loose Tubes, bei der er vier Jahre blieb und zwei Alben aufnahm. 1991 erschien sein erstes Album unter eigenem Namen Phaedrus, mit John Taylor. Das zweite Album Home Truths  wurde in Quartett-Besetzung mit Steve Swallow aufgenommen.
Julian Argüelles hat außerdem mit Musikern wie Archie Shepp, Tim Berne, Hermeto Pascoal, Steve Swallow, John Abercrombie, Dave Holland, Peter Erskine, Chris McGregor, Evan Parker, Michael Gibbs, John Scofield, Carla Bley, Dudu Pukwana, Arturo Sandoval, Colin Steele, Stefan Heckel und Giorgio Gaslini gearbeitet und Platten aufgenommen. Er war ebenso Mitglied verschiedener Big-Band-Formationen wie der Kenny Wheeler Big Band, Django Bates’ Delightful Precipice und Colin Towns’ Mask Orchestra. Im Juli 1995 nahm Julian Argüelles ein Konzert mit dem Lisbon Symphony Orchestra, das speziell für ihn von Mario Laginha komponiert worden war.
Von der BBC erhielt Argüelles den Auftrag, Musik für Oktett-Besetzung zu schreiben. Sie wurde auf dem Bath International Music Festival 1996 aufgeführt. Mit der Formation entstand auch eine CD, namens Skull View (1997). 1999 erschien die zweite Oktett-CD Escapade. Nach Morton und Cook gehört dieses Album „zu den besten britischen Jazzalben der letzten Zeit“; das Stück The Pow Wow erinnere an die Musik, die John Surman und John McLaughlin auf dem Album Extrapolation gespielt hätten.
Daneben schrieb Julian Argüelles Kompositionen für das Apollo Saxophone Quartet, das Berkshire Youth Jazz Orchestra, Walsall Youth Jazz Orchestra, The Fenland Youth Symphony Orchestra, die NDR Bigband und die Royal Academy of Music. 1999 erhielt er in den USA den Jazz Composers Alliance Kompositionspreis. 2004 erschien As Above So Below – ein längeres Werk für Jazzensemble and klassische Musiker, aufgeführt vom Trinity College of Music String Ensemble. Von November 2006 bis Juli 2011 war er Mitglied der hr-Bigband, mit der er auch ein eigenes Projekt Afrika im Exil mit Musik der südafrikanischen Exilanten Chris McGregor, Dudu Pukwana und Johnny Dyani in seinen Arrangements durchführen konnte.
Neben seiner Tätigkeit als Musiker und Komponist unterrichtete er an der Royal Academy of Music, der Guildhall School of Music and Drama, der Glamorgan Jazz School und weiteren Workshops.

## Auswahldiskographie

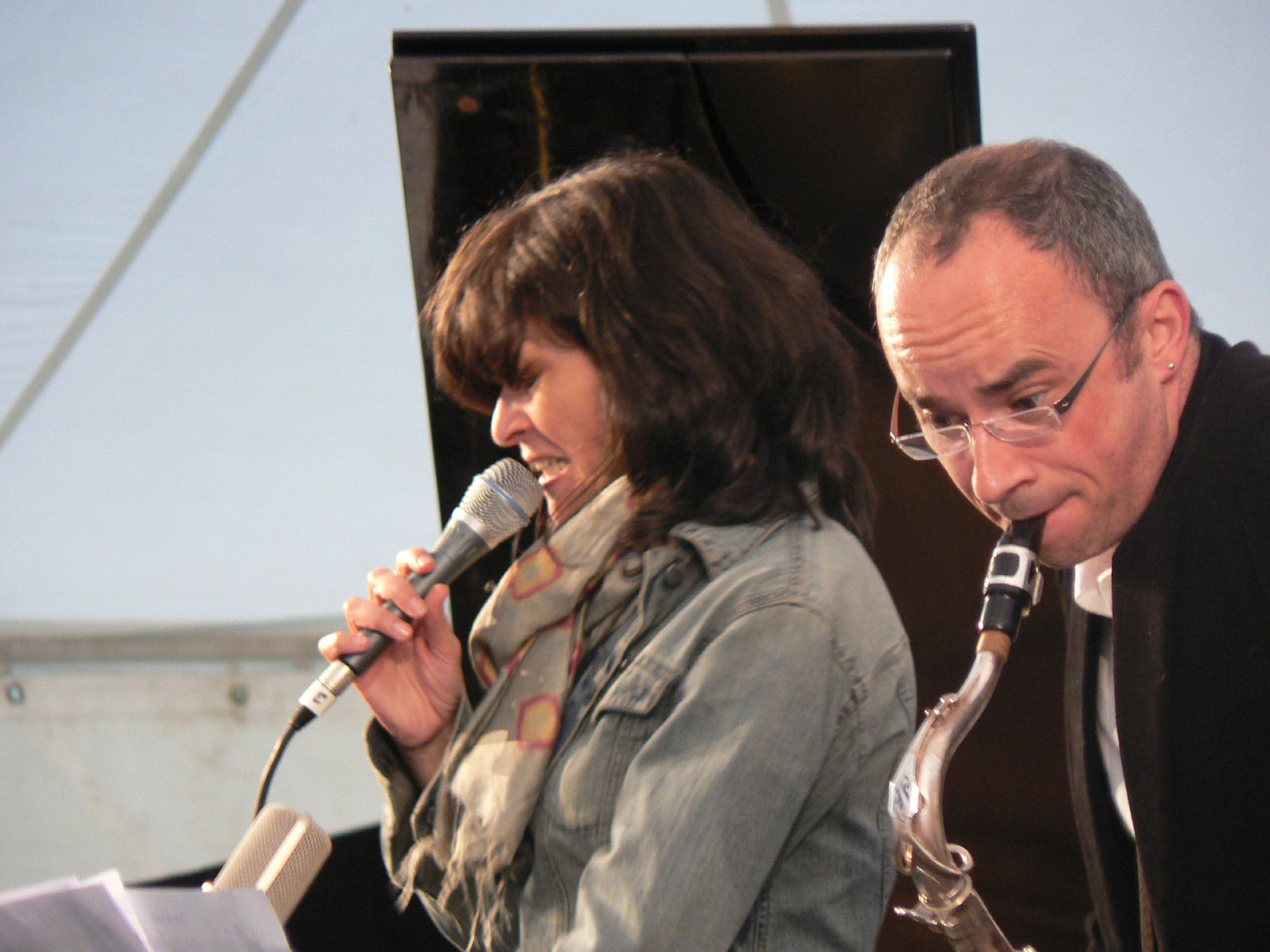
Julian Argüelles (rechts) mit Maria Pia De Vito (2007)

### Als Leader
- Phaedrus (Ah Um 1991) mit John Taylor, Mick Hutton, Martin France
- Home Thruths (Babel 1995) mit Mike Walker, Steve Swallow, Martin France
- Scapes  (Babel 1995) mit Steve Argüelles
- Skull View (Babel 1996) mit Mark Besey, Django Bates, Iain Dixon, Mario Laginha, Mike Walker, Steve Watts, Martin France
- Escapade (Provocateur 1999)
- As Above So Below 2004
- Let It Be Told (Basho Records 2015) mit der hr-Bigband, Django Bates, Steve Argüelles
- Tetra (2015)
- Truth Be Told (Basho Music, 2015)
- Phronesis (2017), mit der hr-Bigband

### Als Sideman
- Carla Bley:  Big band Theory (1993, Watt), The Big Band Goes to Church (Watt, 1996)
- Michael Gibbs: Big Music (ACT, 1988–90)
- NDR Big Band: The Theatre of Kurt Weill (ACT)
- Tommy Smith: Misty Morning And No Time (Linn, 1994)
- Martin Speake: Trust (33 Records, 1996)
- Colin Towns: Still Life (Provocateur, 1998), Dreainng Man With Blue Suede Shoes (Provocateur, 1997–98)
- Kenny Wheeler: Music For Large and Small Ensembles (ECM, 1990)
- Gebhard Ullmann Basement Research: Impromptus and Other Short Works (WhyPlayJazz, 2019)